# Canadair Sabre
Le Canadair Sabre était un chasseur de jour produit sous licence par Canadair. Dérivé du chasseur américain F-86 Sabre, initialement produit par North American, il fut produit jusqu'en 1958 et principalement utilisé par l'Aviation royale du Canada jusqu'à son remplacement par le CF-104 Starfighter, en 1962.
D'autres forces aériennes utilisèrent également cet avion. Bien qu'il soit parfois désigné « CF-86 », suivant le même schéma de désignation que d'autres appareils produits au Canada (CF-5, CF-101, CF-104…), cette désignation n'est pas exacte, et son vrai nom était « Canadair CL.13 Sabre ».

## Conception et développement
En 1948, le gouvernement canadien décida de rééquiper l'Aviation royale du Canada (ARC) avec le F-86 Sabre, un contrat de production étant alors attribué à la société Canadair à Montréal, au Québec. Une première série de dix appareils fut commandée afin de vérifier le bon fonctionnement de l'outillage de fabrication de l'usine. La Guerre de Corée changea finalement cette petite commande initiale en une série de 100 appareils de série. Canadair étendit lentement son usine afin de réunir puis assembler tous les composants obtenus de la part d'autres fournisseurs canadiens. Canadair donna au Sabre le nom de projet CL-13.
Le constructeur produisit en tout six versions du CL-13 Sabre. L'unique exemplaire du Sabre Mk.1 était essentiellement similaire au F-86A de North American. Il était équipé d'un turboréacteur General Electric J47-GE-13 produisant une poussée de 23 kN. Le Sabre Mk.2 possédait également ce moteur, mais après les vingt premiers exemplaires produits, il fut doté de contrôles assistés et d'un stabilisateur arrière monobloc. L'unique exemplaire du Sabre Mk.3 fut le premier à être doté du turboréacteur canadien Avro Canada TR.5 Orenda (un Orenda 3 de 27 kN de poussée). Le Sabre Mk.4 conservait le moteur General Electric et était destiné à la Royal Air Force, puis fut plus tard transféré vers d'autres forces aériennes étrangères. Le Sabre Mk.5 fut la version de série suivante, équipée d'un Orenda 10 produisant une poussée de 29 kN. Un changement vers l'Orenda 14, d'une poussée de 33 kN, donna naissance à la version finale Sabre Mk.6. La désignation Sabre Mk.7 exista également, mais elle resta essentiellement expérimentale.
Le dernier Sabre à avoir été produit par Canadair (le no 1815), après avoir été donné à la force aérienne pakistanaise, est désormais intégré à la collection permanente du Western Canada Aviation Museum à Winnipeg, au Canada (province du Manitoba). De 1950 à 1958, un total de 1 815 exemplaires du CL-13 Sabre furent produits à l'usine de Montréal.

## Carrière opérationnelle

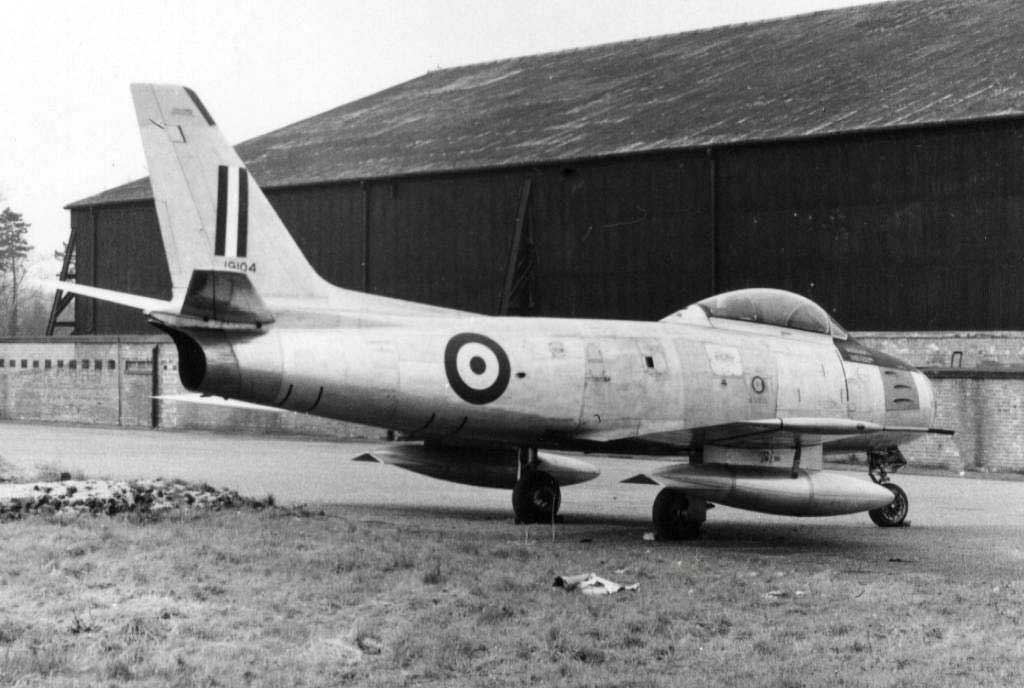
Canadair Sabre 2 aux marquages de la force aérienne grecque, en 1955.

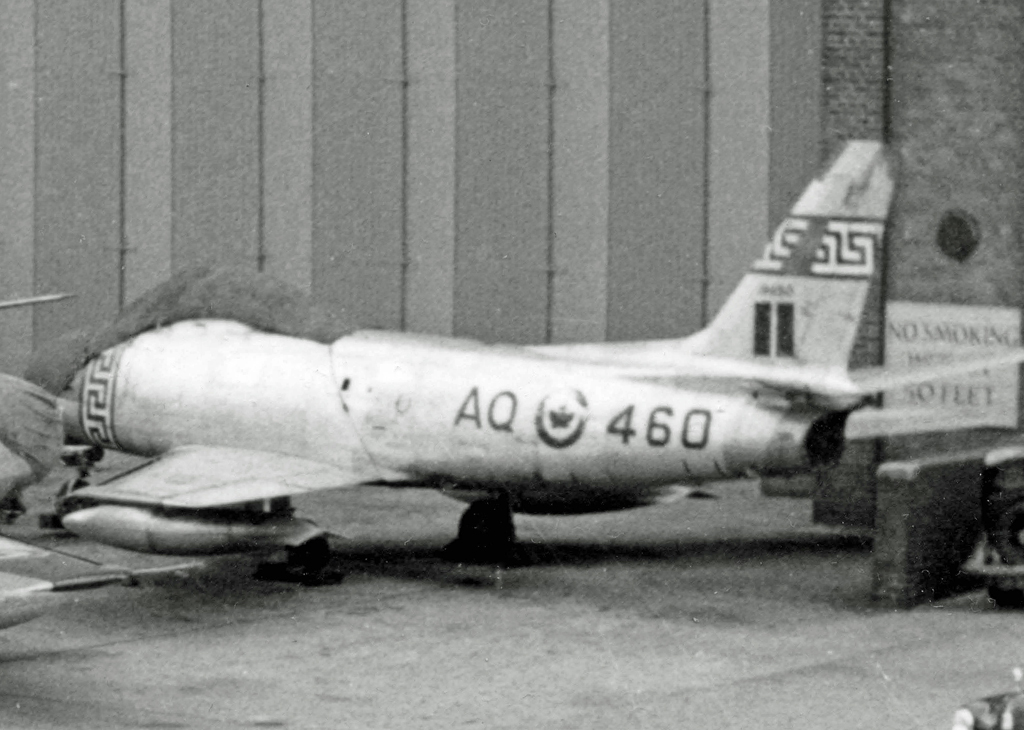
Canadair Sabre 4 du de la RCAF, en 1954.

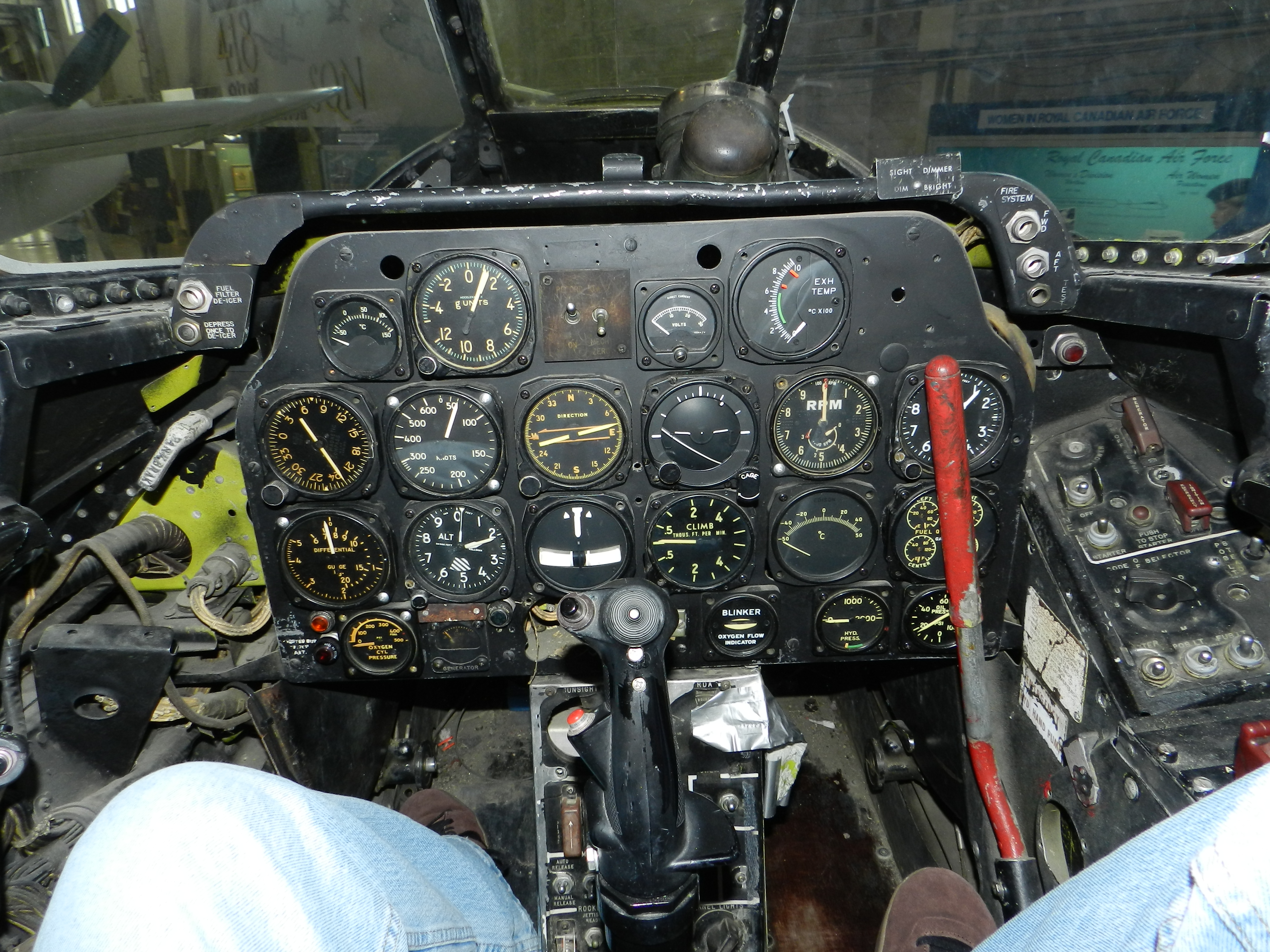
Cockpit et planche de bord du Sabre.

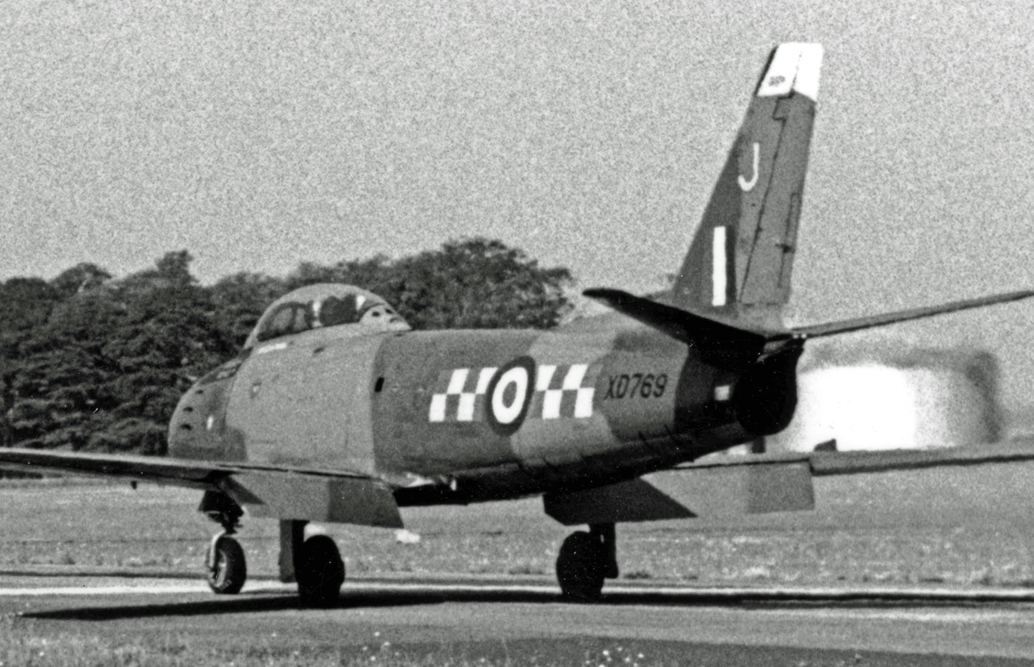
Canadair Sabre F.4 du, en 1955.

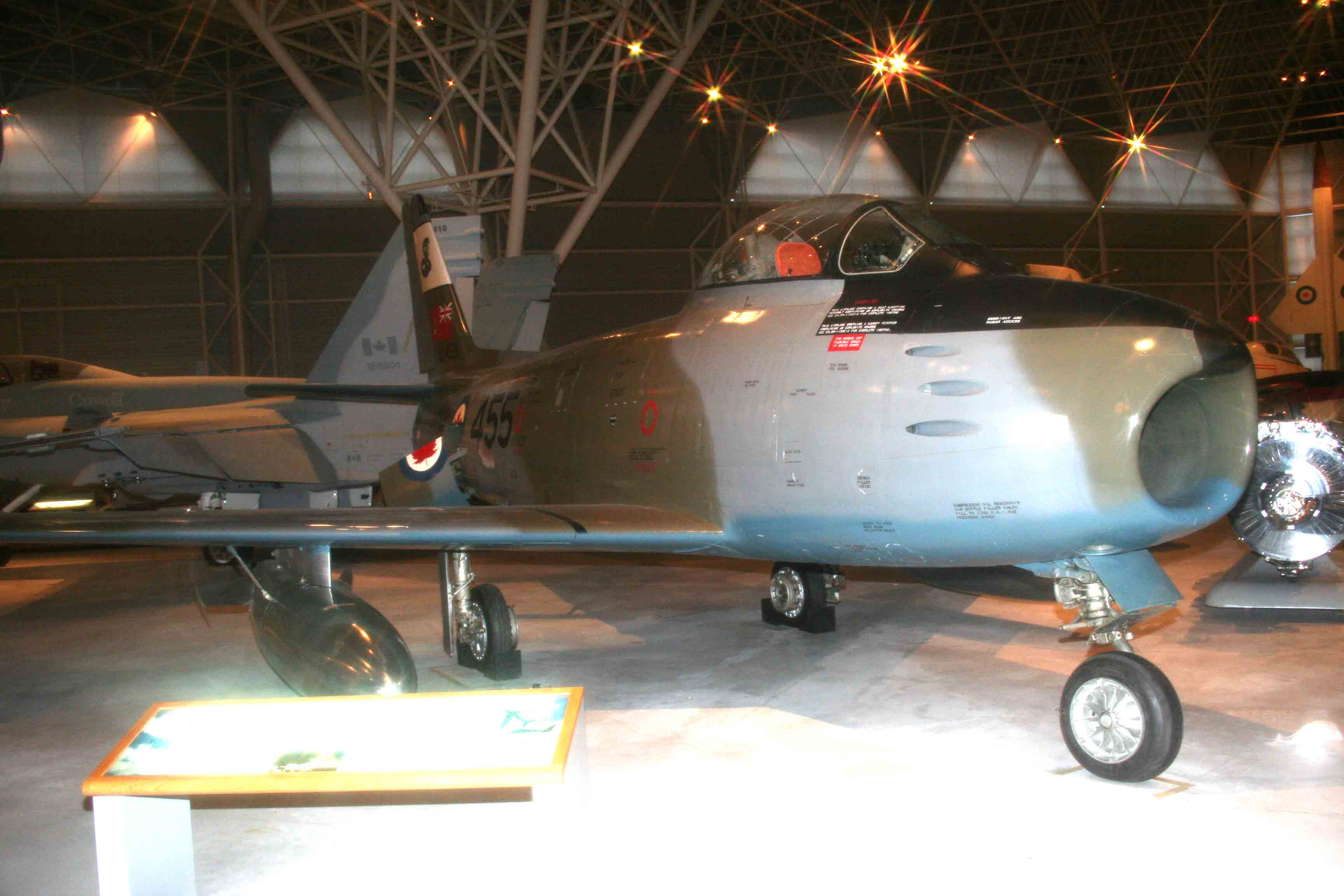
Un Canadair Sabre Mk.6 préservé au musée de l'aviation du Canada, à Ottawa (Ontario).

### Dans les forces canadiennes et au sein de l'OTAN
Le Sabre Mk.2, deuxième génération du Sabre produit par Canadair, fut le premier à être produit en grandes quantités, avec 350 exemplaires produits entre 1952 et 1953. La RCAF reçut 290 exemplaires de cet avion amélioré. Pendant la première moitié de l'année 1952, les soixante Mk.2 restants furent fournis à l'US Air Force pour soutenir l'effort militaire pendant la guerre de Corée. La plupart des Mk.2 de la RCAF furent utilisés dans un rôle défensif avec la 1re Division aérienne du Canada (intégrée à l'OTAN) en Europe, se montrant être un redoutable avion de combat. D'autres furent assignés à des missions d'entraînement sur des bases au Canada. Après son remplacement par le Sabre Mk.5 au sein de la RCAF en 1954, un peu plus de 210 Sabres survivants furent révisés et modifiés au Royaume-Uni et furent redistribués en nombres quasiment égaux aux forces aériennes grecque et turque.
Le Sabre Mk.4 entra en production vers le milieu de 1952, le premier exemplaire volant le 28 août de la même année. Mises à part quelques modifications mineures de la structure et des systèmes, incluant un système d'air conditionné plus performant et un système de visée des mitrailleuses amélioré, le Mk.2 et le Mk.4 étaient identiques. Sur les 438 Mk.4 produits, environ 70 furent utilisés temporairement par la RCAF, tous les exemplaires survivants étant ensuite versés à la RAF. Les autres Mk.4 furent directement livrés à la RAF selon les termes d'un programme d'assistance mutuelle, équipant alors onze escadrons de la RAF. La majorité de ces appareils servirent en Allemagne de l'Ouest avec l'OTAN, avec deux escadrons basés au Royaume-Uni et prenant part au RAF Fighter Command. Le Sabre Mk.4 servit au sein de la RAF jusqu'au milieu de l'année 1956, quand il fut remplacé par le Hunter, de conception entièrement britannique. Les appareils survivants furent révisés au Royaume-Uni, équipés des modifications d'aile « 6-3 » et envoyés aux États-Unis (qui avaient financé ces avions), qui les redistribuèrent finalement vers d'autres pays membres de l'OTAN, la majeure partie des avions atterrissant en Italie et, hors OTAN, en République fédérative socialiste de Yougoslavie.
Le 30 juillet 1953, le premier Sabre Mk.5 vola avec le moteur Orenda 10, qui lui conférait un très net avantage en vitesse ascensionnelle et en plafond sur les autres versions de l'avion. D'autres améliorations de cette version incluaient un nouveau système de provision d'oxygène et une manœuvrabilité et des caractéristiques à basse vitesse améliorées, obtenues par l'augmentation de la corde de l'aile de 15,2 cm à l'emplanture et de 7,2 cm à l'extrémité, ainsi que l'ajout d'une petite cloison verticale sur l'extrados. Cette modification, initialement appliquée par North American sur le F-86F, augmenta de manière phénoménale la manœuvrabilité, bien que la perte des becs sur les bords d'attaque ait augmenté la vitesse d'atterrissage et ait lourdement pénalisé la manœuvrabilité à basse vitesse. Canadair construisit 370 Mk.5, la majeure partie de ces appareils étant prévus pour servir dans les escadrons de la division aérienne de la RCAF basés en Europe pour y remplacer les Mk.2. Un total de 75 Sabre Mk.5 de la RCAF furent transférés à la Luftwaffe au cours de l'année 1957 à la place du chasseur français Dassault Super Mystère B4 qui fut abandonnée.
Le Sabre Mk.6 fut la version finale de l'avion, et celle considérée comme étant le « meilleur » Sabre de série jamais produit. Il était équipé d'un moteur Orenda développant une poussée statique de 32,36 kN. Ses performances en altitude et sa vitesse ascensionnelle furent améliorées par rapport au Mk.5, et la réapparition des becs de bord d'attaque sur cette version lui procurèrent d'excellentes caractéristiques de vol à basse vitesse. Le premier appareil de série fut terminé le 2 novembre 1954, et un total de 655 exemplaires de cette version furent produits, la production se terminant le 9 octobre 1958.
390 Mk.6 furent livrés à la RCAF, la majorité de ces avions venant remplacer les Mk.5 existants dans les escadrons de la division aérienne en Allemagne de l'Ouest et en France. Les principales menaces pour l'OTAN en Europe centrale dans les années 1950 étaient les premières versions des MiG soviétiques : les MiG-15, MiG-17, MiG-19 et MiG-21. Basée sur les résultats et l'expérience acquise au cours de la guerre de Corée, la sélection du Sabre Mk.6 pour proposer une opposition efficace à la « menace MiG » se révéla comme une solution logique. La participation du Canada à l'OTAN se traduisit par la livraison de douze escadrons situés sur quatre bases aériennes : Deux en France (RCAF Station Marville et RCAF Station Grostenquin) et deux en Allemagne de l'Ouest (Zweibrücken et Baden–Soellingen (en)). Initialement, la contribution à l'OTAN ne consistait qu'en la fourniture de Sabres, mais il fut cependant décidé plus tard d'incorporer des CF-100 Canuck dans le lot d'appareils de défense, afin de donner aux diverses unités une capacité nocturne et tous-temps (le Sabre n'était qu'un chasseur de jour par temps clair).
Bien que le principal emploi du Sabre par la RCAF fut en Europe, ces avions furent également utilisés à temps partiel par des unités auxiliaires de la RCAF au Canada, remplaçant les De Havilland Vampire. Les escadrons 400 « City Of Toronto » et 411 « County Of York » (en), basés à Downsview (en) près de Toronto, ainsi que les escadrons 401 « City Of Westmount » (en) et 438 « City Of Montreal », basés à St. Hubert (en) près de Montréal, furent équipés de Sabre Mk.5, de même que l'escadron 442 « City Of Vancouver », basé à Sea Island (en) près de Vancouver.
En plus les livraisons pour la RCAF, 225 Sabre Mk.6 furent exportés vers la Luftwaffe ouest-allemande pour 75 millions de dollars américains (
665 millions actuels), six furent livrés à la force aérienne colombienne, et 34 à la force aérienne sud-africaine.

### LesSabresen Orient
En janvier 1966, l'Allemagne de l'Ouest vendit 90 de ses Mk.6 à l'État impérial d'Iran. Ces avions furent rapidement transférés au Pakistan, où ils devinrent le principal chasseur de jour de la force aérienne du pays.
Les Sabres de Canadair furent les piliers de leurs forces aériennes respectives dans les deux conflits majeurs au cours desquels ils furent employés : La guerre de Corée, où les F-86 eurent un impressionnant taux de victoires de 6 pour 1 contre les MiGs, et la troisième guerre indo-pakistanaise en 1971. Pendant la guerre indo-pakistanaise, le petit chasseur basique Folland Gnat fut son principal opposant. Vers la fin de 1971, le Gnat se montra être très frustrant pour les Sabres, plus gros, plus lourds et plus vieux. Le Gnat reçut le surnom de « Sabre Slayer » (« Tueur de Sabres ») par la force aérienne indienne, du fait que la plupart de ses victoires au combat eurent lieu contre des Sabres,. Même si les Sabres Mk.6 étaient largement considérés comme les meilleurs chasseurs en combat rapproché de leur époque, les Gnat les obligeait à s'engager dans des manœuvres de combat sur le plan vertical, un domaine dans lequel les Sabres n'étaient pas à leur avantage. De plus, en raison de sa légèreté et de sa petite taille, l'avion était difficile à voir et à engager, en particulier aux basses altitudes, où les combats se déroulaient le plus souvent.

### Records de vitesse féminins
En 1952, Jacqueline Cochran, alors âgée de 47 ans, décida de battre le record du monde de vitesse pour une femme, alors détenu par Jacqueline Auriol. Elle tenta d'emprunter un F-86 à l'US Air Force mais cette dernière refusa de lui prêter un avion. Elle fut ensuite présentée à un Vice-Marshal de la RCAF qui, avec la permission du Ministère de la Défense, s'arrangea pour lui prêter le no 19200, le seul exemplaire existant du Sabre Mk.3. Canadair envoya une équipe de soutien de seize techniciens vers la Californie pour la tentative de record. Le 18 mai 1953, Cochran établit un nouveau record sur circuit de 100 km de 1 050,15 km/h. Plus tard, le 3 juin, elle établit un nouveau record sur circuit fermé de 15 km de 1 078 km/h. Alors qu'elle était encore en Californie, elle dépassa la vitesse de 1 270 km/h en piqué, devenant alors la première femme à dépasser la vitesse du son.
La pilote d'essai française Jacqueline Auriol, très déterminée, reprit le record de vitesse, avec 1 151 km/h sur Dassault Mystère IV le 31 mai 1955.

### Golden Hawks

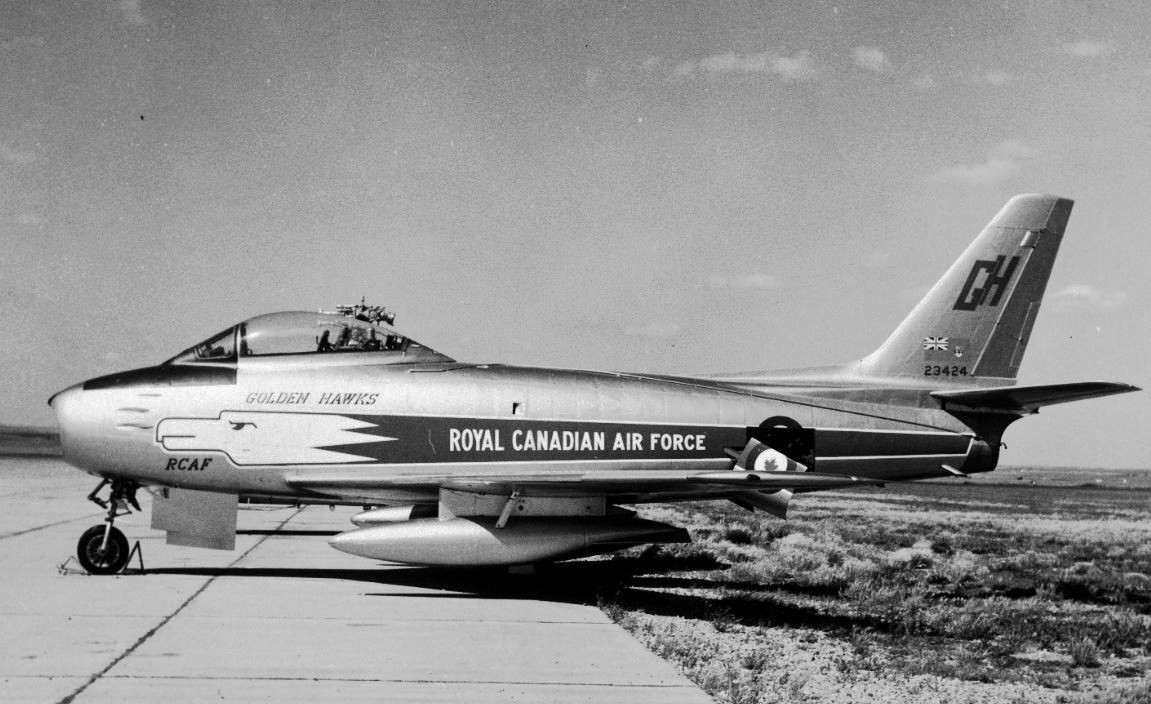
Le no 23424, l'un des deux anciens Sabres des « Golden Hawks » achetés par, en juillet 1964.

Les Golden Hawks étaient une patrouille acrobatique aérienne canadienne, qui fut créée en 1959 pour célébrer le 35e anniversaire de l'Aviation royale du Canada et le cinquantième anniversaire « doré » (en anglais : « Golden ») du vol piloté au Canada, qui commença avec l'AEA Silver Dart en 1909. Initialement, la patrouille, constituée de six Sabre Mk.5 peints en livrée or métallisée brillante, ne devait voler qu'une seule année, mais elle devint si populaire après sa saison de 63 représentations que sa durée de service fut allongée.
L'année suivante, un autre avion fut ajouté à l'équipe, permettant de créer une formation principale de cinq avions et deux « solos ». Les Golden hawks continuèrent leurs représentations pour trois saisons supplémentaires, passant sur Mk.6 en 1961, jusqu'à leur dissolution le 7 février 1964, après avoir effectué un total de 317 représentations à travers l'Amérique du Nord.

## Versions
- Sabre Mk.1 : Identique au F-86A de North American, un seul exemplaire produit ;
- Sabre Mk.2 : Version semblable qu F-86E, produite à 350 exemplaires : 60 pour l'US Air Force, 3 pour la RAF, 287 pour l'Aviation royale du Canada ;
- Sabre Mk.3 : Un exemplaire produit au Canada, servant de banc d'essais pour le moteur Orenda 3. Il fut légèrement modifié au niveau de sa structure pour pouvoir accueillir ce nouveau moteur ;
- Sabre Mk.4 : Version produite à 438 exemplaires : 10 pour la RcAF, 428 pour la RAF, dans laquelle ils étaient désignés Sabre F.4 ;
- Sabre Mk.5 : Version semblable qu F-86F, produite à 370 exemplaires et dotée du moteur Orenda d'Avro Canada (en). 75 exemplaires furent ensuite transférés à la Luftwaffe ;
- Sabre Mk.6 : Version produite à 955 exemplaires : 390 pour la RCAF, 225 pour la Luftwaffe, 6 pour la Colombie et 34 pour l'Afrique du Sud.

## Utilisateurs

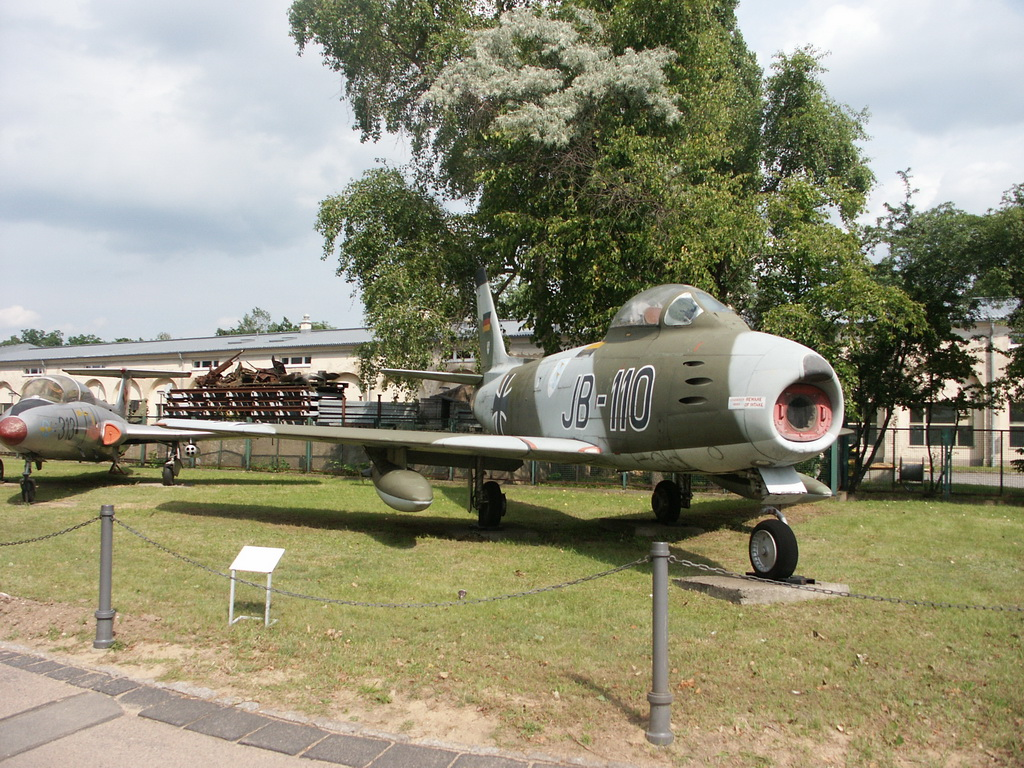
Canadair Sabre de la Luftwaffe.

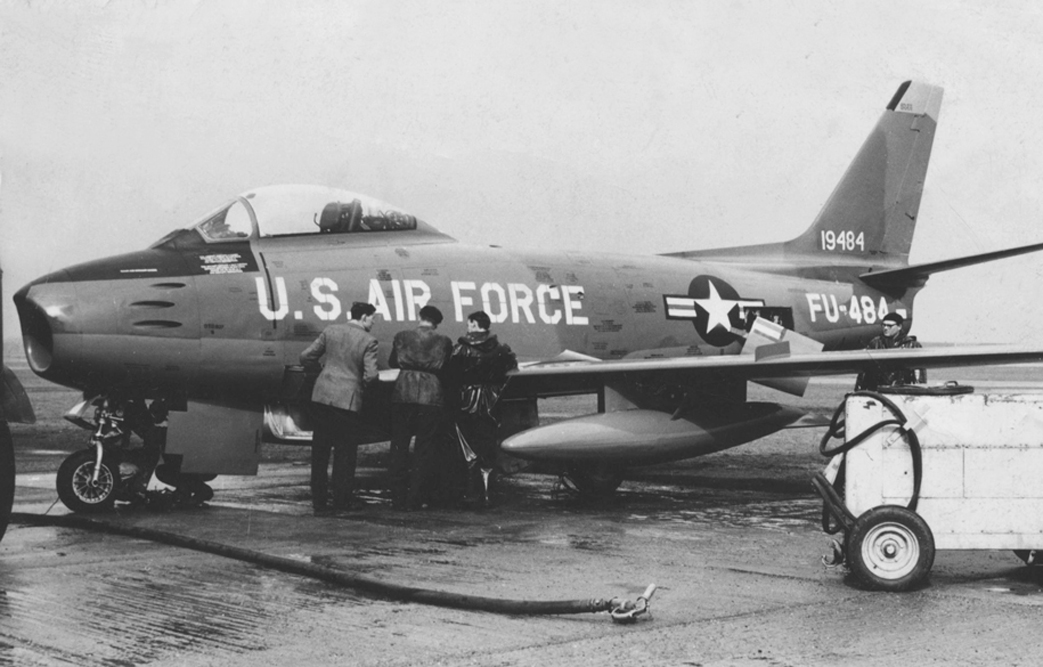
Canadair Sabre Mk.4 ex-RAF aux marquages de l'US Air Force avant livraison à la force aérienne italienne, en 1956.

- Afrique du Sud : Force aérienne sud-africaine
- Allemagne de l'Ouest : La Luftwaffe utilisa 75 Sabre Mk.5 et 225 Sabre Mk.6 entre 1957 et 1964, mis en œuvre par les Jagdgeschwader 71, Jagdgeschwader 72 et Jagdgeschwader 73. Le dernier Mk.6 utilisé pour l'entraînement fut retiré du service en 1983[9] ;
- Bangladesh
- Canada : Aviation royale du Canada ;
- Colombie : Force aérienne colombienne ;
- États-Unis : United States Air Force ;
- Grèce : Force aérienne grecque ;
- Honduras : La force aérienne hondurienne reçut dix Sabres ex-yougoslaves en 1976[10] ;
- Italie : L'Aeronautica Militare utilisa 179 Sabre Mk.4 de 1956 à 1976[11] ;
- Pakistan : La force aérienne pakistanaise acquit 90 exemplaires de seconde main provenant de la RCAF, fournis via l'Iran (depuis l'Allemagne) ;
- Royaume-Uni : La Royal Air Force acquit trois Mk.2 et 428 Mk.4, entre le 8 décembre 1952 et le 19 décembre 1953. Ils furent assignés aux escadrons de Sabres nos 3, 4, 20, 26, 66, 67, 71, 92, 93, 112, 130, 147 et 234. Entre 1956 et 1958, 302 Sabres furent révisés et modifiés au Royaume-Uni et renvoyés aux États-Unis (qui avaient fourni l'avion selon les termes du Mutual Defense Aid Program) dotés d'un camouflage et de numéros de série canadiens, et redésignés F-86E(M). 121 de ces appareils furent ensuite envoyés à la Yougoslavie et 179 à l'Italie.
- Turquie : Armée de l'air turque ;
- Yougoslavie : La force aérienne yougoslave (en) reçut 46 Mk.4 ex-RAF en 1956 et 1957 grâce au programme d'assistance mutuelle Mutual Defense Aid Program, et acheta 78 autres machines à la RAF en 1959, pour un total de 121 Sabres[10].

## Exemplaires préservés
Un CL-19B Sabre Mk.6 est exposé au Museum of Flight de Seattle, dans l'État de Washington, aux États-Unis.

### Articles
- (en) Flypast Magazine, août 2007, Key Publishing Ltd.